# 인수 (수)
인수(仁壽)는 중국 수(隋) 문제(文帝)의 두 번째 연호이다. 601년에서 604년까지 4년 동안 사용하였다. 604년 7월, 문제를 시해하고 즉위한 양제(煬帝)가 남은 6개월 동안 이어서 사용하였고 605년에 개원하였다.

## 개원
인수(仁壽) 원년 1월 1일(601년 2월 8일)에 연호를 인수(仁壽)로 개원함.

## 연대대조표
| 인수                | 원년       | 2년        | 3년        | 4년        |
| 서력                | 601년      | 602년      | 603년      | 604년      |
| 육십간지 (六十干支) | 신유(辛酉) | 임술(壬戌) | 계해(癸亥) | 갑자(甲子) |

## 삭일(1일)
| 인수 원년 (601년) | 1월             | 2월             | 3월             | 4월             | 5월             | 6월             | 7월             | 8월             | 9월             | 10월            | 11월            | 12월            |                 |
| ----------------- | --------------- | --------------- | --------------- | --------------- | --------------- | --------------- | --------------- | --------------- | --------------- | --------------- | --------------- | --------------- | --------------- |
| 삭일(음력)        | 을유일 (乙酉日) | 을묘일 (乙卯日) | 갑신일 (甲申日) | 갑인일 (甲寅日) | 계미일 (癸未日) | 계축일 (癸丑日) | 임오일 (壬午日) | 임자일 (壬子日) | 신사일 (辛巳日) | 신해일 (辛亥日) | 신사일 (辛巳日) | 경술일 (庚戌日) |                 |
| 율리우스력        | 601년 2월 8일   | 3월 10일        | 4월 8일         | 5월 8일         | 6월 6일         | 7월 6일         | 8월 4일         | 9월 3일         | 10월 2일        | 11월 1일        | 12월 1일        | 12월 30일       |                 |
| 인수 2년 (602년)  | 1월             | 2월             | 3월             | 4월             | 5월             | 6월             | 7월             | 8월             | 9월             | 10월            | 윤10월          | 11월            | 12월            |
| 삭일(음력)        | 경진일 (庚辰日) | 기유일 (己酉日) | 기묘일 (己卯日) | 무신일 (戊申日) | 무인일 (戊寅日) | 정미일 (丁未日) | 정축일 (丁丑日) | 병오일 (丙午日) | 병자일 (丙子日) | 을사일 (乙巳日) | 을해일 (乙亥日) | 갑진일 (甲辰日) | 갑술일 (甲戌日) |
| 율리우스력        | 602년 1월 29일  | 2월 27일        | 3월 29일        | 4월 27일        | 5월 27일        | 6월 25일        | 7월 25일        | 8월 23일        | 9월 22일        | 10월 21일       | 11월 20일       | 12월 19일       | 603년 1월 18일  |
| 인수 3년 (603년)  | 1월             | 2월             | 3월             | 4월             | 5월             | 6월             | 7월             | 8월             | 9월             | 10월            | 11월            | 12월            |                 |
| 삭일(음력)        | 계묘일 (癸卯日) | 계유일 (癸酉日) | 계묘일 (癸卯日) | 임신일 (壬申日) | 임인일 (壬寅日) | 신미일 (辛未日) | 신축일 (辛丑日) | 경오일 (庚午日) | 경자일 (庚子日) | 기사일 (己巳日) | 기해일 (己亥日) | 무진일 (戊辰日) |                 |
| 율리우스력        | 603년 2월 16일  | 3월 18일        | 4월 17일        | 5월 16일        | 6월 15일        | 7월 14일        | 8월 13일        | 9월 11일        | 10월 11일       | 11월 9일        | 12월 9일        | 604년 1월 7일   |                 |
| 인수 4년 (604년)  | 1월             | 2월             | 3월             | 4월             | 5월             | 6월             | 7월             | 8월             | 9월             | 10월            | 11월            | 12월            |                 |
| 삭일(음력)        | 무술일 (戊戌日) | 정묘일 (丁卯日) | 정유일 (丁酉日) | 병인일 (丙寅日) | 병신일 (丙申日) | 을축일 (乙丑日) | 을미일 (乙未日) | 을축일 (乙丑日) | 갑오일 (甲午日) | 갑자일 (甲子日) | 계사일 (癸巳日) | 계해일 (癸亥日) |                 |
| 율리우스력        | 604년 2월 6일   | 3월 6일         | 4월 5일         | 5월 4일         | 6월 3일         | 7월 2일         | 8월 1일         | 8월 31일        | 9월 29일        | 10월 29일       | 11월 28일       | 12월 27일       |                 |

## 같이 보기
- 중국의 연호 목록